# Alfred Tobler (Theologe)
Alfred Tobler (* 13. April 1845 in Teufen; † 9. September 1923 in Heiden; heimatberechtigt in Lutzenberg) war ein Schweizer Theologe, Konzertsänger, Autor und Volkskundler sowie Fürsprecher des appenzellischen Volksliedes aus dem Kanton Appenzell Ausserrhoden.

## Leben
Alfred Tobler war der Sohn des Lehrers, Chorleiters, Komponisten, Autors und späteren Privatlehrers für Sprach-, Gesang- und Musikunterricht Hans Konrad Tobler (1812–1890) von Lutzenberg. Dieser heiratete 1835 Juliana Lutz von Schwellbrunn.
Um seine Eltern finanziell zu unterstützen, sang Tobler als Jugendlicher in den Wirtshäusern von St. Gallen. Gefördert wurde er von Ferdinand Huber. Nach der Schulzeit studierte Tobler von 1866 bis 1868 an der Universität Basel Theologie und besuchte Vorlesungen bei Immanuel Stockmeyer, Hermann Schulz, Karl Rudolf Hagenbach, Samuel Preiswerk, Karl Steffensen, Hermann von der Goltz, Wilhelm Dilthey, Wilhelm Vischer und Jacob Burckhardt. Er nahm an mehreren von Burckhardts «Aula-Vorträgen» und Führungen im Kunsthaus Basel teil. Tobler lebte während seiner Basler Studienzeit in der von Wilhelm Legrand geführten Institution «Alumneum», die 1844 gegründet worden war. In Zürich absolvierte er die philosophischen und theologischen Studien und wurde nach bestandenem Examen in der Grossmünsterkapelle von Antistes Diethelm Georg Finsler ordiniert. 1868 bestand Tobler das Philosophische Examen.
In Zürich heiratete Tobler im Jahr 1872 die Witwe Elise Hess-Füssli, mit der er 1873 nach Stuttgart übersiedelte. Er nahm bei Julius Stockhausen Gesangsunterricht in Stuttgart und Frankfurt am Main. In der württembergischen Hauptstadt wurde er als Lieder- und Oratoriensänger bekannt. Seine Gesangsvorträge, die von Karl Attenhofer, Friedrich Hegar, Richard Wiesner und Albert Meyer geschätzt wurden, begleitete seine Frau auf dem Klavier. Nach dem Tod seiner Frau 1886 gab er seine Gesangskarriere auf und kehrte zu seinem Bruder Gustav Tobler nach Bern zurück. Dieser riet ihm, sich den volkskundlichen Studien seiner appenzellischen Heimat zu widmen.
Ab 1890 lebte Tobler in Heiden am Stapfenweg 2. Er war Herausgeber mehrerer Lieder- und Volksmusiksammlungen und verfasste verschiedene Werke zur Appenzeller Geschichte und Volkskunde. Dazu gehören Werke zum Volkslied, erschienen 1890 und 1903, zum Witz, publiziert 1902 und zum 15. Mal aufgelegt im Jahr 1967, sowie zum Volkstanz, veröffentlicht 1904. Dadurch wurde er als «Appenzeller Sängervater» bekannt. Für seine «unermüdliche Forschung von Wort und Weise, Sitte und Geschichte seiner appenzellischen Heimat» ernannte ihn 1914 die erste Sektion der Philosophischen Fakultät der Universität Zürich zum Ehrendoktor.
1916 kaufte Tobler die «biographische Skizze Jakob Burckhardt und Paul Heyse» und 1920 den Briefwechsel von Burckhardt an seinen Schüler Albert Brenner. Seine stenografischen Aufzeichnungen, die er während Burckhardt-Vorlesungen gemacht hatte, überliess er Otto Markwart zur Benützung für dessen «Jakob-Burckhardt-Arbeit» zur Feier des 100. Geburtstages Burckhardts 1918.
Alfred Toblers Nachlass wird in der Kantonsbibliothek Appenzell Ausserrhoden aufbewahrt.

## Werke
- Kühreihen oder Kühreigen, Jodel und Jodellied in Appenzell. Mit 7 Musikbeilagen. Leipzig/Zürich 1890.
- Die Kläuslerfeier in Speicher. In: Appenzellische Jahrbücher. 1897.
- Sang und Klang aus Appenzell. Eine Sammlung älterer Lieder für 4stimmigen Männerchor. 2., vermehrte Aufl. Zürich/Leipzig 1899.
- Hans Konrad Frick, ein appenzellischer Volksdichter. Wolfhalden 1900.
- Erlebnisse eines Appenzellers in neapolitanischen Diensten 1854–1859. Fehr, St. Gallen 1901 (PDF (Memento vom 7. Dezember 2019 im Internet Archive); 3 kB).
- Näbes oß mine Buebejohre. St. Gallen 1903.
- Der Appenzeller Witz. Eine Studie aus dem Volksleben. In: Appenzellische Jahrbücher. 1902; 3., vermehrte Aufl. Heiden 1905.
- Neue Witze und Schwänke aus Appenzell. Heiden 1908.
- Die Appenzeller Narrengemeinde. Heiden 1909.
- Ulrich Lopachers Soldatenleben, 1860–70. Selbstverlag, Heiden 1912.